# Abdij van Prémontré

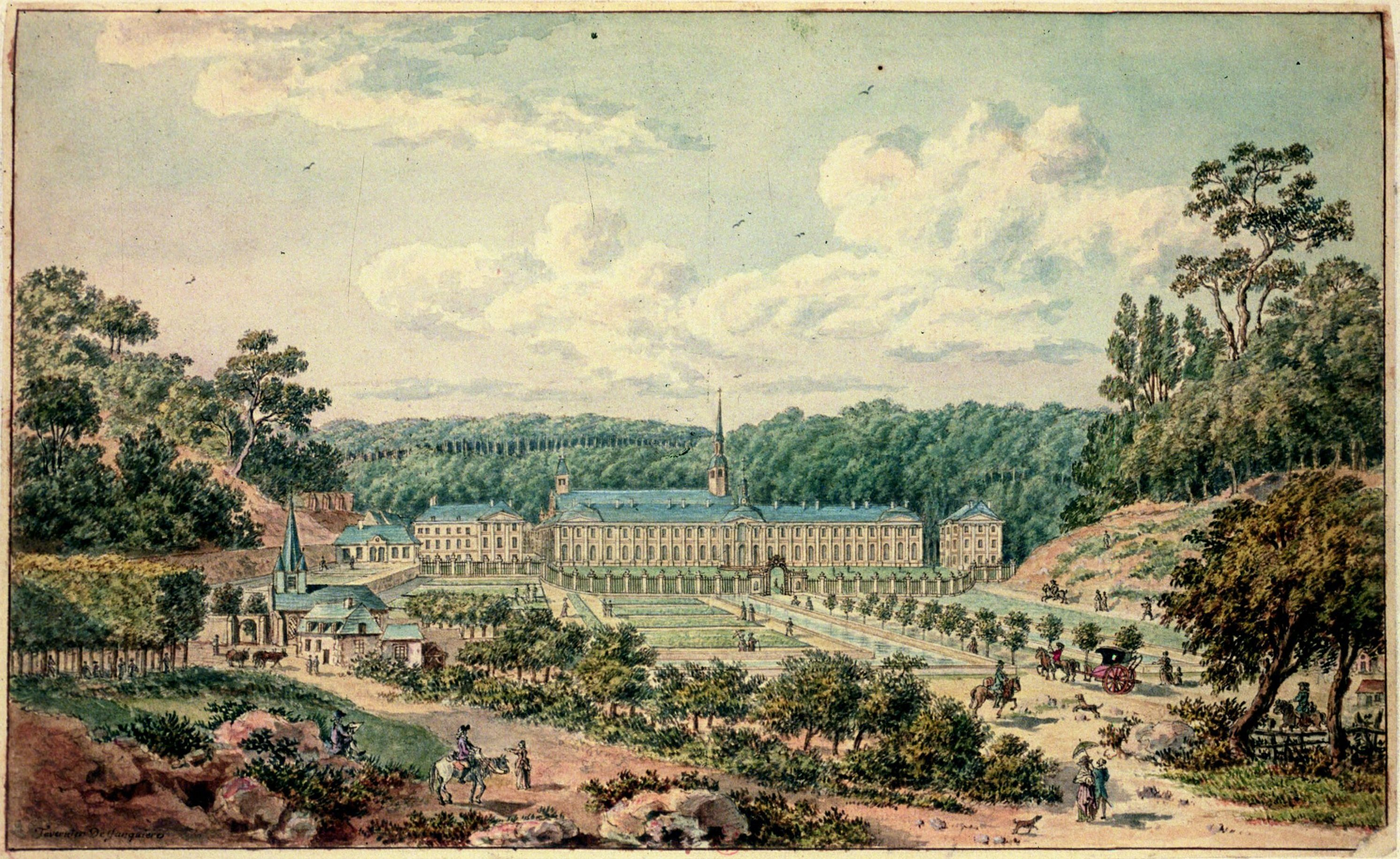
Abdij van Prémontré. Tekening rond 1780

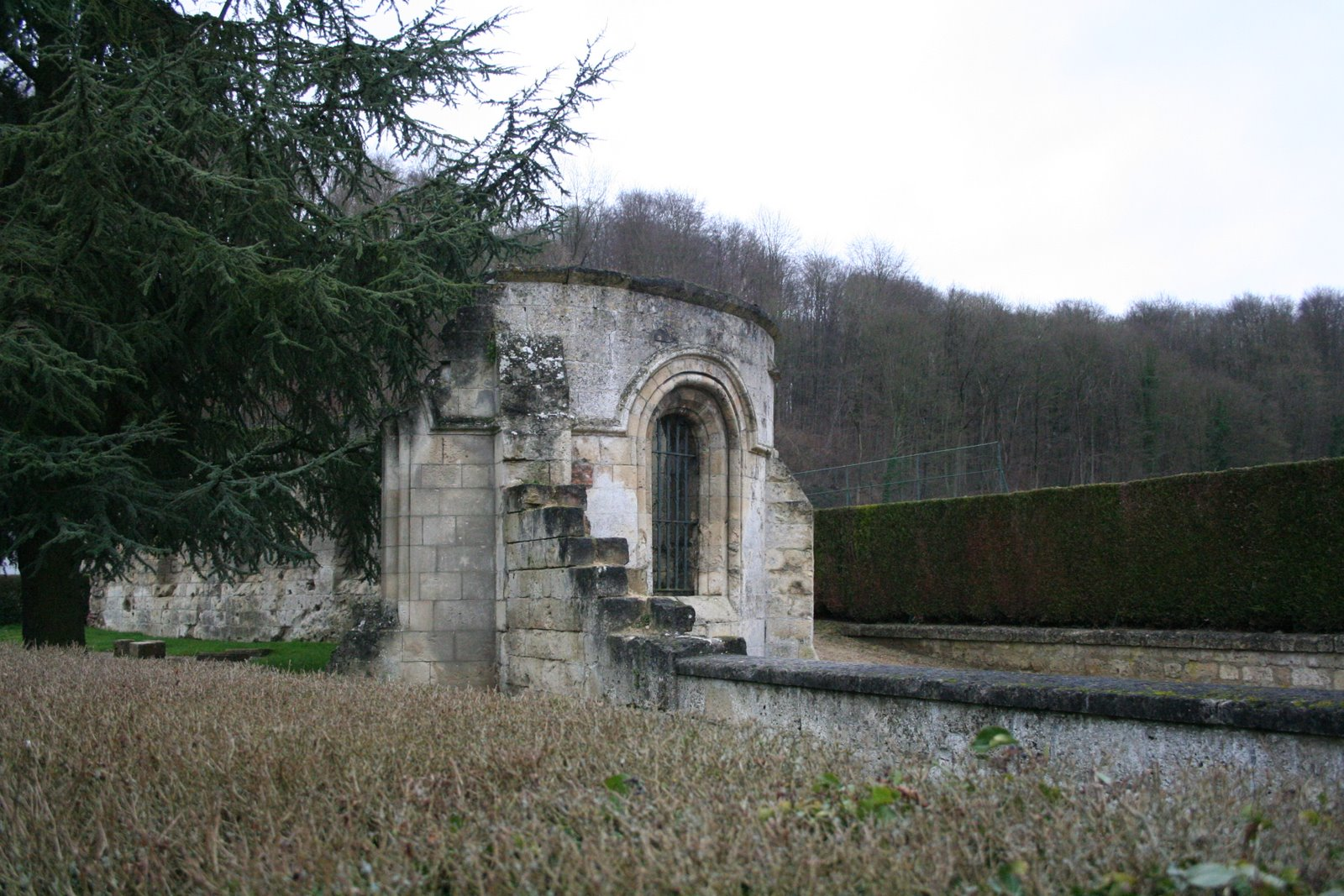
Ruïne van de eerste abdijkerk

De Abdij van Prémontré is een norbertijnenabdij in Prémontré op een twintigtal kilometer van Laon in het noorden van Frankrijk, in Picardië. 
Hier heeft de heilige Norbertus in het jaar 1120 de norbertijnerorde opgericht. Het legaat van Thomas I van Coucy in 1130 maakte de bouw van de abdij mogelijk. Norbertijnen worden daarom ook premonstratenzers genoemd. Men spreekt ook van de Orde van Prémontré. De abdij dient nu als psychiatrisch centrum en kan daardoor maar gedeeltelijk bezocht worden.